# Loïc Nego
Loïc Nego (Parigi, 15 gennaio 1991) è un calciatore francese naturalizzato ungherese, difensore o centrocampista del Le Havre e della nazionale ungherese.

## Biografia
Nato a Parigi, è cresciuto nelle banlieue a Garges-lès-Gonesse ed è di fede musulmana. Ha origini guadalupesi.

## Caratteristiche tecniche
Terzino destro, può giocare anche come terzino sinistro e come esterno destro.

## Carriera

### Club
All'età di 17 anni firma il suo primo contratto da professionista con il Nantes, nel settembre 2008.
In due stagioni gioca 18 partite e segna due gol, il primo il 20 novembre 2010 in Coppa di Francia.
Il 22 luglio 2011 diventa un calciatore della Roma. Come annunciato da Walter Sabatini, il giovane difensore viene aggregato, almeno inizialmente, alla formazione Primavera. con la quale vince la Coppa Italia Primavera. Non trovando spazio nella società giallorossa a gennaio 2013 viene ceduto in prestito allo Standard Liegi dove colleziona due presenze.
Nella stagione successiva passa all'Újpest.
Dopo un periodo di 6 mesi al Charlton nel 2014, nell'estate dello stesso anno fa ritorno in prestito all'Újpest.
Il 31 agosto 2015 viene ceduto a titolo definitivo al Fehérvár. Si afferma come uno dei pilastri del club, arrivando a vincere il titolo di miglior giocatore del campionato ungherese nel 2019.
Il 23 giugno 2023 si trasferisce a parametro zero al Le Havre.

### Nazionale
Nego ha fatto parte di tutte le Nazionali giovanili francesi.
Con l'Under-17 arriva in finale all'Europeo 2008 di categoria.
La vittoria arriva con la Nazionale Under-19, con cui vince il Campionato europeo nel 2010.
Con la Nazionale Under-20 ha preso parte al Mondiale di 2011 in Colombia, in cui la sua squadra arriva quarta.
Dopo essere diventato cittadino ungherese nel febbraio 2019, l'8 ottobre 2020 fa il suo debutto con la selezione magiara contro la Bulgaria. Il 12 novembre seguente realizza la sua prima rete con gli ungheresi in segnando il gol del provvisorio 1-1 nello spareggio di qualificazione a Euro 2020; questo gol si è poi rivelato importante perché gli ungheresi hanno vinto la sfida nel recupero qualificandosi così alla competizione continentale.
Il 17 maggio 2021 viene convocato per gli europei.

## Statistiche

### Presenze e reti nei club
Statistiche aggiornate al 4 settembre 2024.
| Stagione            | Squadra             | Campionato          | Campionato | Campionato | Coppe nazionali | Coppe nazionali | Coppe nazionali | Coppe continentali | Coppe continentali | Coppe continentali | Altre coppe | Altre coppe | Altre coppe | Totale | Totale |
| Stagione            | Squadra             | Comp                | Pres       | Reti       | Comp            | Pres            | Reti            | Comp               | Pres               | Reti               | Comp        | Pres        | Reti        | Pres   | Reti   |
| ------------------- | ------------------- | ------------------- | ---------- | ---------- | --------------- | --------------- | --------------- | ------------------ | ------------------ | ------------------ | ----------- | ----------- | ----------- | ------ | ------ |
| 2009-2010           | Nantes              | L2                  | 1          | 0          | CF+CdL          | 0               | 0               | -                  | -                  | -                  | -           | -           | -           | 1      | 0      |
| 2010-2011           | Nantes              | L2                  | 12         | 0          | CF+CdL          | 5+0             | 2               | -                  | -                  | -                  | -           | -           | -           | 17     | 2      |
| Totale Nantes       | Totale Nantes       | Totale Nantes       | 13         | 0          |                 | 5               | 2               |                    | -                  | -                  |             | -           | -           | 18     | 2      |
| 2011-2012           | Roma                | A                   | 0          | 0          | CI              | 0               | 0               | UEL                | 0                  | 0                  | -           | -           | -           | 0      | 0      |
| 2012-gen. 2013      | Roma                | A                   | 0          | 0          | CI              | 0               | 0               | -                  | -                  | -                  | -           | -           | -           | 0      | 0      |
| Totale Roma         | Totale Roma         | Totale Roma         | 0          | 0          |                 | 0               | 0               |                    | -                  | -                  |             | -           | -           | 0      | 0      |
| gen.-giu. 2013      | Standard Liegi      | D1                  | 1+1        | 0          | CB              | -               | -               | -                  | -                  | -                  | -           | -           | -           | 2      | 0      |
| 2013-gen. 2014      | Újpest              | NB I                | 4          | 1          | MK+CdL          | 2+3             | 0               | -                  | -                  | -                  | -           | -           | -           | 9      | 1      |
| gen.-giu. 2014      | Charlton            | FLC                 | 1          | 0          | FACup+CdL       | 0               | 0               | -                  | -                  | -                  | -           | -           | -           | 1      | 0      |
| 2014-2015           | Újpest              | NB I                | 23         | 2          | MK+CdL          | 6+7             | 0               | -                  | -                  | -                  | -           | -           | -           | 36     | 2      |
| Totale Újpest       | Totale Újpest       | Totale Újpest       | 27         | 3          |                 | 18              | 0               |                    | -                  | -                  |             | -           | -           | 45     | 3      |
| 2015-2016           | Fehérvár            | NB I                | 26         | 6          | MK              | 3               | 0               | -                  | -                  | -                  | SU          | -           | -           | 29     | 6      |
| 2016-2017           | Fehérvár            | NB I                | 32         | 2          | MK              | 3               | 0               | UEL                | 5                  | 0                  | -           | -           | -           | 40     | 2      |
| 2017-2018           | Fehérvár            | NB I                | 31         | 6          | MK              | 3               | 0               | UEL                | 8                  | 0                  | -           | -           | -           | 42     | 6      |
| 2018-2019           | Fehérvár            | NB I                | 33         | 5          | MK              | 10              | 1               | UCL+UEL            | 8+6                | 2+1                | -           | -           | -           | 57     | 9      |
| 2019-2020           | Fehérvár            | NB I                | 26         | 3          | MK              | 7               | 0               | UEL                | 4                  | 3                  | -           | -           | -           | 37     | 6      |
| 2020-2021           | Fehérvár            | NB I                | 28         | 6          | MK              | 5               | 0               | UEL                | 4                  | 0                  | -           | -           | -           | 37     | 6      |
| 2021-2022           | Fehérvár            | NB I                | 30         | 2          | MK              | 4               | 1               | UECL               | 2                  | 0                  | -           | -           | -           | 36     | 3      |
| 2022-2023           | Fehérvár            | NB I                | 26         | 1          | MK              | 2               | 0               | UECL               | 6                  | 0                  | -           | -           | -           | 34     | 1      |
| Totale MOL Fehérvár | Totale MOL Fehérvár | Totale MOL Fehérvár | 232        | 31         |                 | 37              | 2               |                    | 43                 | 6                  |             | -           | -           | 312    | 39     |
| 2023-2024           | Le Havre            | L1                  | 28         | 0          | CF              | 3               | 0               |                    | -                  | -                  |             | -           | -           | 31     | 0      |
| 2024-2025           | Le Havre            | L1                  | 3          | 0          | CF              | 0               | 0               |                    | -                  | -                  |             | -           | -           | 3      | 0      |
| Totale Le Havre     | Totale Le Havre     | Totale Le Havre     | 31         | 0          |                 | 3               | 0               |                    | -                  | -                  |             | -           | -           | 34     | 0      |
| Totale carriera     | Totale carriera     | Totale carriera     | 306        | 34         |                 | 63              | 4               |                    | 43                 | 6                  |             | -           | -           | 412    | 44     |

### Cronologia presenze e reti in nazionale
| Cronologia completa delle presenze e delle reti in nazionale ― Ungheria | Cronologia completa delle presenze e delle reti in nazionale ― Ungheria | Cronologia completa delle presenze e delle reti in nazionale ― Ungheria | Cronologia completa delle presenze e delle reti in nazionale ― Ungheria | Cronologia completa delle presenze e delle reti in nazionale ― Ungheria | Cronologia completa delle presenze e delle reti in nazionale ― Ungheria | Cronologia completa delle presenze e delle reti in nazionale ― Ungheria | Cronologia completa delle presenze e delle reti in nazionale ― Ungheria |
| Data                                                                    | Città                                                                   | In casa                                                                 | Risultato                                                               | Ospiti                                                                  | Competizione                                                            | Reti                                                                    | Note                                                                    |
| ----------------------------------------------------------------------- | ----------------------------------------------------------------------- | ----------------------------------------------------------------------- | ----------------------------------------------------------------------- | ----------------------------------------------------------------------- | ----------------------------------------------------------------------- | ----------------------------------------------------------------------- | ----------------------------------------------------------------------- |
| 8-10-2020                                                               | Sofia                                                                   | Bulgaria                                                                | 1 – 3                                                                   | Ungheria                                                                | Qual. Euro 2020                                                         | -                                                                       | 70’                                                                     |
| 11-10-2020                                                              | Belgrado                                                                | Serbia                                                                  | 0 – 1                                                                   | Ungheria                                                                | UEFA Nations League 2020-2021 - 1º turno                                | -                                                                       | 76’                                                                     |
| 14-10-2020                                                              | Mosca                                                                   | Russia                                                                  | 0 – 0                                                                   | Ungheria                                                                | UEFA Nations League 2020-2021 - 1º turno                                | -                                                                       |                                                                         |
| 12-11-2020                                                              | Budapest                                                                | Ungheria                                                                | 2 – 1                                                                   | Islanda                                                                 | Qual. Euro 2020                                                         | 1                                                                       | 84’                                                                     |
| 15-11-2020                                                              | Budapest                                                                | Ungheria                                                                | 1 – 1                                                                   | Serbia                                                                  | UEFA Nations League 2020-2021 - 1º turno                                | -                                                                       | 57’                                                                     |
| 18-11-2020                                                              | Budapest                                                                | Ungheria                                                                | 2 – 0                                                                   | Turchia                                                                 | UEFA Nations League 2020-2021 - 1º turno                                | -                                                                       | 89’                                                                     |
| 25-3-2021                                                               | Budapest                                                                | Ungheria                                                                | 3 – 3                                                                   | Polonia                                                                 | Qual. Mondiali 2022                                                     | -                                                                       | 66’                                                                     |
| 28-3-2021                                                               | Serravalle                                                              | San Marino                                                              | 0 – 3                                                                   | Ungheria                                                                | Qual. Mondiali 2022                                                     | -                                                                       |                                                                         |
| 31-3-2021                                                               | Andorra la Vella                                                        | Andorra                                                                 | 1 – 4                                                                   | Ungheria                                                                | Qual. Mondiali 2022                                                     | 1                                                                       | 83’                                                                     |
| 4-6-2021                                                                | Budapest                                                                | Ungheria                                                                | 1 – 0                                                                   | Cipro                                                                   | Amichevole                                                              | -                                                                       | 48’                                                                     |
| 8-6-2021                                                                | Budapest                                                                | Ungheria                                                                | 0 – 0                                                                   | Irlanda                                                                 | Amichevole                                                              | -                                                                       | 63’                                                                     |
| 15-6-2021                                                               | Budapest                                                                | Ungheria                                                                | 0 – 3                                                                   | Portogallo                                                              | Euro 2020 - 1º turno                                                    | -                                                                       | 65’ 80’                                                                 |
| 19-6-2021                                                               | Budapest                                                                | Ungheria                                                                | 1 – 1                                                                   | Francia                                                                 | Euro 2020 - 1º turno                                                    | -                                                                       |                                                                         |
| 23-6-2021                                                               | Monaco di Baviera                                                       | Germania                                                                | 2 – 2                                                                   | Ungheria                                                                | Euro 2020 - 1º turno                                                    | -                                                                       |                                                                         |
| 9-10-2021                                                               | Budapest                                                                | Ungheria                                                                | 0 – 1                                                                   | Albania                                                                 | Qual. Mondiali 2022                                                     | -                                                                       | 83’                                                                     |
| 12-10-2021                                                              | Londra                                                                  | Inghilterra                                                             | 1 – 1                                                                   | Ungheria                                                                | Qual. Mondiali 2022                                                     | -                                                                       | 90+2’                                                                   |
| 12-11-2021                                                              | Budapest                                                                | Ungheria                                                                | 4 – 0                                                                   | San Marino                                                              | Qual. Mondiali 2022                                                     | -                                                                       |                                                                         |
| 15-11-2021                                                              | Varsavia                                                                | Polonia                                                                 | 1 – 2                                                                   | Ungheria                                                                | Qual. Mondiali 2022                                                     | -                                                                       |                                                                         |
| 24-3-2022                                                               | Budapest                                                                | Ungheria                                                                | 0 – 1                                                                   | Serbia                                                                  | Amichevole                                                              | -                                                                       | 59’                                                                     |
| 29-3-2022                                                               | Belfast                                                                 | Irlanda del Nord                                                        | 0 – 1                                                                   | Ungheria                                                                | Amichevole                                                              | -                                                                       | 82’                                                                     |
| 4-6-2022                                                                | Budapest                                                                | Ungheria                                                                | 1 – 0                                                                   | Inghilterra                                                             | UEFA Nations League 2022-2023 - 1º turno                                | -                                                                       |                                                                         |
| 7-6-2022                                                                | Cesena                                                                  | Italia                                                                  | 2 – 1                                                                   | Ungheria                                                                | UEFA Nations League 2022-2023 - 1º turno                                | -                                                                       | 58’                                                                     |
| 11-6-2022                                                               | Budapest                                                                | Ungheria                                                                | 1 – 1                                                                   | Germania                                                                | UEFA Nations League 2022-2023 - 1º turno                                | -                                                                       | 69’                                                                     |
| 14-6-2022                                                               | Wolverhampton                                                           | Inghilterra                                                             | 0 – 4                                                                   | Ungheria                                                                | UEFA Nations League 2022-2023 - 1º turno                                | -                                                                       | 78’                                                                     |
| 23-9-2022                                                               | Lipsia                                                                  | Germania                                                                | 0 – 1                                                                   | Ungheria                                                                | UEFA Nations League 2022-2023 - 1º turno                                | -                                                                       | 85’                                                                     |
| 26-9-2022                                                               | Budapest                                                                | Ungheria                                                                | 0 – 2                                                                   | Italia                                                                  | UEFA Nations League 2022-2023 - 1º turno                                | -                                                                       | 75’                                                                     |
| 27-3-2023                                                               | Budapest                                                                | Ungheria                                                                | 3 – 0                                                                   | Bulgaria                                                                | Qual. Euro 2024                                                         | -                                                                       | 86’                                                                     |
| 7-9-2023                                                                | Belgrado                                                                | Serbia                                                                  | 1 – 2                                                                   | Ungheria                                                                | Qual. Euro 2024                                                         | -                                                                       |                                                                         |
| 10-9-2023                                                               | Budapest                                                                | Ungheria                                                                | 1 – 1                                                                   | Rep. Ceca                                                               | Amichevole                                                              | -                                                                       | 84’                                                                     |
| 14-10-2023                                                              | Budapest                                                                | Ungheria                                                                | 2 – 1                                                                   | Serbia                                                                  | Qual. Euro 2024                                                         | -                                                                       | 62’                                                                     |
| 17-10-2023                                                              | Kaunas                                                                  | Lituania                                                                | 2 – 2                                                                   | Ungheria                                                                | Qual. Euro 2024                                                         | -                                                                       | 62’                                                                     |
| 16-11-2023                                                              | Sofia                                                                   | Bulgaria                                                                | 2 – 2                                                                   | Ungheria                                                                | Qual. Euro 2024                                                         | -                                                                       | 82’                                                                     |
| 19-11-2023                                                              | Budapest                                                                | Ungheria                                                                | 3 – 1                                                                   | Montenegro                                                              | Qual. Euro 2024                                                         | -                                                                       | 46’                                                                     |
| 22-3-2024                                                               | Budapest                                                                | Ungheria                                                                | 1 – 0                                                                   | Turchia                                                                 | Amichevole                                                              | -                                                                       | 46’                                                                     |
| 26-3-2024                                                               | Budapest                                                                | Ungheria                                                                | 2 – 0                                                                   | Kosovo                                                                  | Amichevole                                                              | -                                                                       | 68’                                                                     |
| 4-6-2024                                                                | Dublino                                                                 | Irlanda                                                                 | 2 – 1                                                                   | Ungheria                                                                | Amichevole                                                              | -                                                                       | 46’                                                                     |
| 7-9-2024                                                                | Düsseldorf                                                              | Germania                                                                | 5 – 0                                                                   | Ungheria                                                                | UEFA Nations League 2024-2025 - 1º turno                                | -                                                                       | 9’ 46’                                                                  |
| 16-11-2024                                                              | Amsterdam                                                               | Paesi Bassi                                                             | 4 – 0                                                                   | Ungheria                                                                | UEFA Nations League 2024-2025 - 1º turno                                | -                                                                       | 75’                                                                     |
| 19-11-2024                                                              | Budapest                                                                | Ungheria                                                                | 1 – 1                                                                   | Germania                                                                | UEFA Nations League 2024-2025 - 1º turno                                | -                                                                       | 65’                                                                     |
| 23-3-2025                                                               | Budapest                                                                | Ungheria                                                                | 0 – 3                                                                   | Turchia                                                                 | UEFA Nations League 2024-2025 - Play-off                                | -                                                                       | 46’                                                                     |
| 6-6-2025                                                                | Budapest                                                                | Ungheria                                                                | 0 – 2                                                                   | Svezia                                                                  | Amichevole                                                              | -                                                                       | 78’                                                                     |
| 10-6-2025                                                               | Baku                                                                    | Azerbaigian                                                             | 1 – 2                                                                   | Ungheria                                                                | Amichevole                                                              | -                                                                       | 72’                                                                     |
| Totale                                                                  |                                                                         | Presenze                                                                | 42                                                                      |                                                                         | Reti                                                                    | 2                                                                       |                                                                         |

## Palmarès

### Club

#### Competizioni giovanili
- Coppa Italia Primavera: 1

Roma: 2011-2012

#### Competizioni nazionali
- Campionato ungherese: 1

Fehérvár: 2017-2018
- Coppa d'Ungheria: 1

Fehérvár: 2018-2019

### Nazionale
- Campionato d'Europa Under-19: 1

Francia 2010